# Brouwerij de Snor
Brouwerij De Snor is een brouwerij in Velp in de Nederlandse provincie Gelderland. De Snor richt zich uitsluitend op het brouwen van speciaalbier. De brouwerij beschikt over een eigen brouwinstallatie die behalve voor de eigen productie ook door brouwerijhuurders kan worden gebruikt. Daarnaast kan Brouwerij de Snor onder private-label bieren leveren.

## Geschiedenis
Oprichter Gert Stoer startte in 2015 als hobbybrouwer met het brouwen van speciaalbier. Dit deed hij in het souterrain van zijn huis. Het eerste bier dat gebrouwen werd was een sterk blond bier, dat de naam 'Gele Snor' kreeg. De Gele Snor was een wat pittiger blond bier met een alcoholpercentage van 7,2%. Door de toevoeging van verse gember werd de smaak gemiddeld pittiger, wat meteen een schot in de roos bleek.
Gert was op zoek naar een simpel etiket voor zijn bieren en raakte geïnspireerd door Yellow Donkey van de Santorini Brewing Company op het Griekse eiland Santorini. Aangezien hij zelf snordragend is, besloot hij het etiket dan ook te voorzien van een prominente snor.

## Velp
In 2019 maakte de brouwerij plannen om te verhuizen naar een pand in Velp. De bedoeling is dat hier niet alleen de brouwerij gevestigd komt te zitten, maar dat dit gecombineerd gaat worden met een restaurant, proeflokaal en Bed & breakfast. In zowel het restaurant als proeflokaal kunnen dan de bieren van de Snor genuttigd worden. Alvorens er verhuisd kan worden moet er nog wel verbouwd worden. De oplevering was gepland voor medio 2022, dit werd echter niet gehaald. Uiteindelijk opende het nieuwe pand op 9 september 2023. 

## Trivia
- Speciaal voor de viering van 80 jaar vrijheid heeft de brouwerij een bevrijdingsbier gebrouwen, op basis van tulpenbollen. [5]
- In mei 2025 won de Stoute Snor, een stout bier van de brouwerij, een eerste prijs op de Dutch Beer Challenge. [6]